# Sjmoeël Joseef Agnon
Sjmoeël Joseef Agnon (Hebreeuws: שמואל יוסף עגנון), geboren als Sjmoeël Joseef Czaczkes (Boetsjatsj, Galicië, 17 juli 1888 – Jeruzalem, 17 februari 1970), was de eerste schrijver in het Hebreeuws die de Nobelprijs voor Literatuur won (in 1966). Agnon is een van de centrale personen in de moderne Hebreeuwse fictie. Hij is ook bekend met het acroniem Sjai (van Sjmoeel Joseef; a zonder betekenis) als voornaam, dus als Sjai Agnon, of als S.Y. Agnon.
Agnon werd geboren in Boetsjatsj in Galicië (nu in Oekraïne) en emigreerde naar het toenmalig mandaatgebied Palestina. Zijn werken behandelen het traditionele joodse leven en de moderne wereld, en trachten de verdwijnende sfeer en tradities van de Europese sjtetls en joods-religieuze personages in Jeruzalem vast te leggen.

## Werken vertaald in het Nederlands
- Een simpel verhaal (1935, oorspronkelijke titel Sipoer pasjoet), verschenen bij Querido in 2017